# Herbert János
Herbert János (Nagyszeben, 1786. szeptember 13. – Nagyszeben, 1858. szeptember 21.) evangélikus lelkész.

## Élete
A gimnáziumot szülővárosában végezte el, majd 1807-ben a jenai egyetemre ment. 1808-ban Lipcsében, azután Göttingenben folytatta tanulmányait, ahol legtovább időzött és Blumenbachot hallgatta; 1809-ben tért vissza hazájába s 1810 kezdetén a nagyszebeni gimnáziumnál alkalmazták mint tanárt. Több évi szolgálat után nagyszebeni városi lelkész lett; 1824. január 28-án Fenyőfalvára (Gierelsau), onnét pedig 1836. szeptember 28-án Vurpódra (Burgberg) hívták meg lelkésznek.

## Munkája
- De cultura Regni Hungariae dissertatio. Cibinii, 1810